# 양승걸
양승걸(1963년 10월 1일 ~ )은 대한민국의 배우이다.

## 출연작

### 연극
- 1987년 《맥토》
- 1987년 《붉은 방》
- 1987년 《런던 양아치》
- 1987년 《호쿠스 포쿠스》
- 1987년 《독재자 학교》
- 1996년 《카스파》
- 1996년 《서툰 사람들》
- 1996년 《코메디 클럽에서 울다》
- 1996년 《어머니》
- 1996년 《출세기 2》
- 1998년 《등신과 머저리》
- 1998년 《빨간 트럭》
- 1998년 《홍어》
- 1998년 《가마솥이 누룽지》
- 1998년 《아름다운 거리》
- 2002년 《쌔드 셀카》
- 2002년 《나무는 신발 가게를 찾아가지 않는다》
- 2002년 《신 장한몽》
- 2002년 《맞짱부부》
- 2002년 《신 방자전》
- 2002년 《헬로 배비장》
- 2002년 《완득이》
- 2002년 《떴다~! 춘향아씨》
- 2012년 《아비》

### 영화
- 2002년 《굳세어라 금순아》 ... 간수 역
- 2008년 《슈퍼맨이었던 사나이》 ... 택시기사 역
- 2008년 《숙명》 ... 복덕방 아저씨 역
- 2009년 《국가대표》 ... 공사소장 역
- 2009년 《킬미》 ... 현준 의사 역
- 2011년 《체포왕》 ... 은평서장 역
- 2012년 《재앙의 시작》 ... 노씨 역
- 2014년 《두근두근 내 인생》 ... 미라 아버지 역
- 2015년 《내 심장을 쏴라》 ... 유원지소장 역

### 드라마
- 1995년 SBS 수목드라마 《모래시계》
- 1999년 MBC 대하드라마 《허준》
- 2002년 SBS 월화드라마 《여인천하》
- 2002년 SBS 월화드라마 《야인시대》 ... 김두한 먼 친척/조윤형 역
- 2003년 SBS 대하드라마 《장길산》
- 2003년 MBC 주간드라마 《실화극장 죄와 벌》 ... 형사반장 역
- 2003년 SBS 주말드라마 《스크린》
- 2004년 SBS 주말드라마 《마지막 춤은 나와 함께》
- 2005년 MBC 주말드라마 《제5공화국》 ... 형사 역
- 2006년 SBS 대하드라마 《연개소문》 ... 흥수 역
- 2007년 MBC 아침드라마 《그래도 좋아!》
- 2007년 SBS 아침드라마 《미워도 좋아》
- 2007년 SBS 대기획 《로비스트》
- 2008년 MBC 월화드라마 《에덴의 동쪽》 ... 형사 역
- 2009년 SBS 월화드라마 《드림》
- 2009년 SBS 수목드라마 《태양을 삼켜라》
- 2009년 SBS 월화드라마 《천사의 유혹》
- 2010년 SBS 대기획 《제중원》 ... 이근택 역
- 2010년 MBC 주말대하사극 《김수로》
- 2010년 MBC 주말드라마 《욕망의 불꽃》
- 2010년 SBS 미니시리즈 《대물》 ... 송 계장 역
- 2011년 OCN 금요드라마 《신의 퀴즈 2》 ... 고영우 역
- 2011년 MBC 일일시트콤 《하이킥! 짧은 다리의 역습》
- 2012년 SBS 월화드라마 《샐러리맨 초한지》
- 2012년 KBS2 수목드라마 《난폭한 로맨스》
- 2012년 SBS 수목드라마 《유령》 - 극단 대표 역
- 2012년 SBS 미니시리즈 《다섯 손가락》
- 2012년 MBC 월화드라마 《마의》
- 2012년 KBS2 《드라마 스페셜 - 복마전》 ... 감사팀장 역
- 2013년 SBS 월화드라마 《야왕》
- 2013년 KBS2 수목드라마 《아이리스2》
- 2014년 KBS2 수목드라마 《골든크로스》
- 2014년 KBS2 일일연속극 《뻐꾸기 둥지》
- 2014년~2015년 MBC 주말특별기획 《전설의 마녀》 ... 형사 역
- 2014년~2015년 SBS 드라마스페셜 《피노키오》 ... 헬스장 사장 역
- 2016년 tvN 금토드라마 《시그널》
- 2016년 KBS2 수목드라마 《마스터 - 국수의 신》
- 2016년 SBS 월화드라마 《대박》
- 2016년 SBS 수목드라마 《딴따라》
- 2016년 SBS 주말특별기획 《미녀 공심이》 ... 안수영의 친구 역
- 2016년 SBS 주말드라마 《그래, 그런거야》
- 2016년 MBC 수목드라마 《W》
- 2016년 SBS 일일드라마 《당신은 선물》
- 2016년 KBS1 일일연속극 《빛나라 은수》
- 2017년 SBS 월화드라마 《귓속말》
- 2017년 KBS2 주말드라마 《황금빛 내 인생》
- 2018년 MBC 월화드라마 《검법남녀》 ... 오종철 형사 역
- 2018년 OCN 주말드라마 《보이스 2》 ... 해양경찰서장 역
- 2018년 KBS1 일일연속극 《비켜라 운명아》 ... 나 회장 역
- 2019년 tvN 토일드라마 《로맨스는 별책부록》 ... 최 작가 역

### 기타
- 1993년 MBC 《경찰청 사람들》 - ep.28 (겉과 속이 달라요상처난 편 📺93.12.22) ... 남윤철 역
- 1995년 MBC 《경찰청 사람들》 - ep.88 (훔친 물건 삽니다 편 📺93.12.22) ... 김정길 역
- 1996년 MBC 《경찰청 사람들》 - 팔자에 없는 액땜 ... 박중만 역

### 뮤직비디오
- 2008년 원더걸스 - 《Nobody》

### 광고
- 2004년 비자카드
- 2008년 한국야쿠르트 산
- 2009년 북경올림픽 SHOW 캠페인
- 올림픽 공익광고

## 수상 경력

### 수상
- 1995년 서울 어린이 연극제 남자 연기상 수상
- 1996년 3년 연속 《올해를 빛낸 연극인》에 지명
- 2007년 한국 연극협회 경기도 지부 모범연극인상 수상

### 경력
- 2001년~2003년 한국 연극배우협회 이사 선출
- 2004년~2006년 한국 연극배우협회 이사 재선
- 2005년~2007년 한국 연극배우협회 축구단 Actor.s 사무국장 역임
- 2007년~2009년 한국 연극배우협회 감사 선출
- 2001년 혜인 회사 홍보 연극 지도겸 참여
- 2003년 한국예술종합학교 특강
- 2006년 MBC 아카데미 연극 강사 활동
- 2007년 경기도 과천시 과천초등학교 6학년 연극 강의
- 2007년 경기도 과천시 과천중학교 1학년 연극 강의
- 2007년 경기도 과천시 청소년 쉼터 연극 강사 봉사